# Chelatacja (medycyna)

Chelat metal-EDTA

Chelatacja (terapia chelatacyjna) – metoda terapeutyczna polegająca na, najczęściej pozajelitowym (dożylnym), niekiedy doustnym, podawaniu czynników chelatujących (chelatorów); powszechnie akceptowana w medycynie przy zatruciu metalami ciężkimi, w celu usunięcia ich z organizmu i przy hiperkalcemii lub zatruciu preparatami naparstnicy, w celu obniżenia poziomu wapnia (następuje związanie jonów metalu w usuwany z organizmu chelat, chelatorami są często chelaty metalu o niższym powinowactwie chemicznym do liganda niż metal usuwany, w przypadku metali ciężkich – wapnia, w przypadku wapnia – sodu, następuje uwolnienie metalu o niższym powinowactwie i związanie o wyższym); bardziej kontrowersyjnym wskazaniem są różnorodne formy schorzeń miażdżycowych układu sercowo-naczyniowego, m.in. choroba wieńcowa (podaje się wówczas jako chelator sól dwusodową EDTA we wlewach kroplowych).
W roku 2013 opublikowano wyniki badań nad skutecznością terapii chelatacyjnej, prowadzone na grupie ponad 1700 pacjentów, którzy przebyli w przeszłości zawał serca. Stwierdzono umiarkowany, ale statystycznie znaczący korzystny skutek terapii chelatacyjnej. Szef zespołu badawczego, Gervasio A. Lamas z Centrum Medycznego Mount Sinai w Miami na Florydzie, stwierdził, że „badania pokazały, że terapia chelatacyjna może być bezpiecznie prowadzona, gdy są stosowane sztywne wskaźniki kontroli jakości i że w tych warunkach terapia przynosi umiarkowaną korzyść”. Dyrektor National Heart, Lung, and Blood Institute, Gary H. Gibbons, wskazał na potrzebę dalszych badań tej metody.
Po wejściu w 2013 roku w życie wytycznych Europejskiego Towarzystwa Kardiologicznego (ESC) dotyczących stabilnej choroby wieńcowej (ChW), w roku 2014 opublikowano uaktualnienie wytycznych towarzystw kardiologicznych amerykańskich i kanadyjskiego.
Terapia chelatująca w leczeniu chorób na podłożu miażdżycowym i w prewencji incydentów sercowo-naczyniowych awansowała w nich z klasy III (nieprzydatna/nieskuteczna) do klasy IIb/B (dane potwierdzające skuteczność pochodzą z pojedynczego badania klinicznego z randomizacją lub z kilku dużych badań bez randomizacji).
Pojedyncze badanie z randomizacją wykazało granicznie istotne zmniejszenie ryzyka incydentów sercowo-naczyniowych w grupie aktywnie leczonej.
Możliwe skutki uboczne chelatacji: 
- przy chelatacji deferoksyaminą[5]: hipokalcemia[6][7][8][5], nadczynność przytarczyc i zmniejszony poziom ferrytyny we krwi
- przy chelatacji EDTA: arytmia, nudności, dolegliwości ze strony układu pokarmowego, bóle głowy, zmęczenie[9], poczucie osłabienia[6]. Możliwe jest również działanie nefrotoksyczne[6][9].

## Historia

### Odkrycie reakcji i pierwsze zastosowania
Teorię wiązań metal-ligand, która stała się podstawą praktycznych zastosowań chelatacji w przemyśle i medycynie opracował w 1893 r. szwajcarski chemik Alfred Werner, a rozwinęli w 1920 r. Brytyjczycy Gilbert Thomas Morgan i Harry Dugald Keith Drew. W latach 30. XX wieku reakcje chelatacji były już powszechnie stosowane. Na przykład w przemyśle tekstylnym jako chelator wapnia był stosowany kwas cytrynowy. Sole tego kwasu używane były w medycynie (laboratoryjnej analityce medycznej i transfuzjologii) jako antykoagulant. W Niemczech opracowano pierwszą metodę syntezy kwasów poliaminokarboksylowych, jednym z których był EDTA (patent 1935). Bersworth opracował udoskonaloną metodę syntezy EDTA (patent 1943). EDTA zaczęto stosować jako antykoagulant.

### Terapia chelatacyjna jako terapia antytoksyczna
We wczesnych latach 40. po raz pierwszy zastosowano czynnik chelatujący (cytrynian sodu) w terapii pacjentów z ołowicą. W 1945 r. opracowano metodę stosowania czynnika chelatującego (2,3-dimerkaptopropanolu) jako antidotum przeciwko gazowi bojowemu zawierającego arsen – luizytowi (tzw. BAL – British Anti-Lewisite).
We wczesnych latach 50. zaczęto stosować do usuwania ołowiu z organizmu sól wapniową EDTA, a jako terapię w hiperkalcemii sól dwusodową EDTA. Badano także możliwości stosowania czynników chelatujących, w tym EDTA do przyspieszenia usuwania z organizmu substancji (a zwłaszcza metali ciężkich) promieniotwórczych (przy skażeniu promieniotwórczym).
Na przełomie lat 50. i 60. zaczęto badać możliwość stosowania soli sodowej EDTA w terapii zatrucia naparstnicą.

#### Środki chelatujące używane jako odtrutki
| Chelator                               | Zastosowanie                                                                          |
| -------------------------------------- | ------------------------------------------------------------------------------------- |
| Dimerkaprol (BAL)                      | Zatrucia rtęcią, ołowiem i arsenem, leczenie choroby Wilsona                          |
| Kwas dimerkaptobursztynowy (DMSA)      | Zatrucia rtęcią, ołowiem, arsenem.                                                    |
| Kwas dimerkaptopropanosulfonowy (DMPS) | Zatrucie rtęcią, skażenie polonem-210                                                 |
| Penicylamina                           | Zatrucie miedzią lub choroba Wilsona                                                  |
| Deferoksamina (DFOA)                   | Ostre zatrucie żelazem                                                                |
| Kwas etylenodiaminotetraoctowy (EDTA)  | Zatrucie rtęcią i ołowiem, środek przeciwzakrzepowy w konserwacji krwi chelatuje wapń |
| Błękit pruski                          | Zatrucie talem, skażenie radioaktywnym cezem-137                                      |

## Terapia chelatacyjna EDTA w chorobach układu krążenia

### Wczesne próby oceny niebezpieczeństwa terapii chelatacyjnej (nefrotoksyczności EDTA)
Ze względu na to, że EDTA nie jest metabolizowany w organizmie, lecz wydalany w postaci niezmienionej przez nerki istotna jest w zasadzie jedynie ocena jego nefrotoksyczności.
W 1952 r. Bauer i współpracownicy stwierdzili ostrą i podostrą toksyczność soli sodowej i wapniowej EDTA stosowanych w dawkach 10 g, w szybkim wstrzyknięciu dożylnym (czyli w dawce ponad trzykrotnie wyższej od obecnie stosowanej dawki terapeutycznej i przy odmiennym niż stosowany obecnie sposobie podawania).
W 1955 r. potwierdzono zmiany patologiczne przy takim stosowaniu soli sodowej EDTA w terapii hiperkalcemii, a w 1956 r. i następnych nefrotoksyczność przy podobnie stosowanej soli wapniowej EDTA w zatruciu metalami ciężkimi. W 1963 Foreman obszernie opisał toksyczność EDTA przy takim dawkowaniu. Jednakże autorzy późniejszych prac stwierdzali, że prawidłowo dawkowany i podawany EDTA jest całkowicie bezpieczny.

### Pierwszy okres stosowania terapii chelatacyjnej w schorzeniach miażdżycowych
Od 1953 r. Norman Clarke i jego współpracownicy ze Szpitala Opatrzności Bożej z Detroit, opierając się na tym, że wapń stanowi istotną część płytki miażdżycowej, a sól dwusodowa EDTA chelatuje wapń, zaczęli stosować terapię chelatacyjną tym związkiem u chorych ze schorzeniami miażdżycowymi układu sercowo-naczyniowego. W 1956 r. spośród 20 pacjentów z dusznicą bolesną (angina pectoris) poddanych terapii chelatacyjnej z użyciem EDTA, u 19 stwierdzili "znaczącą (remarkable) poprawę".
W 1960 r. Kitchell i Meltzer ze Szpitala Prezbiteriańskiego w Filadelfii opublikowali pracę przedstawiającą dobre wyniki przy stosowaniu terapii chelatacyjnej w chorobie wieńcowej. Aczkolwiek u żadnego z 10 pacjentów bezpośrednio po podaniu serii 20 wlewów EDTA nie stwierdzili poprawy, to po 3 miesiącach od kuracji poprawę tę stwierdzili u 9 z 10 pacjentów. Autorzy ci potwierdzili skuteczność i wartość terapii w kolejnym artykule, a następnie w oparciu o materiał z 2000 wlewów u 81 pacjentów w okresie 2 lat donieśli o niskiej toksyczności EDTA (nie stwierdzili żadnych istotnych efektów toksycznych przy prawidłowym dawkowaniu – 3 g w roztworze 0,5%, we wlewie powolnym 2,5–3 h). Ich praca potwierdziła pogląd Sevena opublikowany w zbiorze materiałów z dwu sympozjów poświęconych terapii chelatacyjnej, że dzienna dawka terapeutyczna nie powinna przekroczyć 50 mg/kg m. c., a szybkość podawania 16,6 mg/min.

### Oceny negatywne terapii chelatacyjnej w schorzeniach miażdżycowych układu sercowo-naczyniowego i ich analiza
1. Artykuł Kitchella i współpracowników.
W kwietniu 1963 r. Kitchell i wsp. opublikowali artykuł, w którym, wbrew swoim wcześniejszym publikacjom, krytycznie odnieśli się do terapii chelatacyjnej. Przedstawili w nim 38 pacjentów (10 opisanych wcześniej i 28 późniejszych). Wskazali, że choć po 3 miesiącach po zastosowaniu 20 wlewów EDTA 71% wykazało poprawę subiektywną, 64% obiektywną poprawę tolerancji na wysiłek, a 42% poprawę obrazu EKG, to terapia nie była skuteczna, gdyż po 18 miesiącach od kuracji większość pacjentów wykazała ponowne pogorszenie, a jedynie 42% nadal wykazywało poprawę. Jednak wg Crantona i Frackeltona dane przedstawione w artykule nie upoważniają do takiego wniosku.
2. Badania heidelberskie.
W 1985 r. przedstawiono wyniki badań przeprowadzonych na zlecenie niemieckiej firmy farmaceutyczniej Thiemann AG przez Uniwersytet w Heidelbergu. Porównano w nich grupę pacjentów z chromaniem przestankowym, którzy otrzymali 20 wlewów EDTA, z grupą, która otrzymywała preparat firmy Thiemann – bencyklan. Bezpośrednio po kuracji u pacjentów pierwszej grupy maksymalny dystans przebyty bez bólu (MWD) zwiększył się o 70%, a drugiej o 76%, co uznano za wynik nieistotny statystycznie. Rezultaty badania prezentowano jako porównanie chelatacji z placebo, co nie było prawdą, bo bencyklan jest lekiem, a nie placebo. Nie opublikowano wyników pacjentów po 12 tygodniach od kuracji, gdy w pierwszej grupie dystans zwiększył się do 182% (czyli o dalsze 12% wartości wyjściowej), podczas gdy w drugiej już się nie zwiększył. Poza tym dane 4 pacjentów z pierwszej grupy, o najwyższym przyroście dystansu, nie zostały uwzględnione w obliczeniach statystycznych. Po uwzględnieniu tych danych średni wzrost dystansu w pierwszej grupie wynosi 400%, 5 razy więcej niż w drugiej.
3. Badania duńskie.
W latach 1991–1992 opublikowano wyniki badań grupy duńskich chirurgów naczyniowych. 153 pacjentów z chromaniem przestankowym podzielono na otrzymujących EDTA i otrzymujących placebo (roztwór soli fizjologiczniej). W pierwszej grupie przed kuracją średni MWD wynosił 119 m, w drugiej 157 m. Po kuracji MWD w pierwszej grupie wzrósł o 51%, do 170 m, w drugiej o 24%, do 194 m. Autorzy uznali różnicę między grupami za nieznaczącą statystycznie. Jednak Duński Komitet Dochodzeń w sprawie Nieuczciwości w Nauce stwierdził nieprawidłowości w przeprowadzeniu tych badań. Cranton i Frackelton doszli do wniosku, że mimo wykazanego tendencyjnego doboru grup (grupa otrzymująca placebo miała przed kuracją wyraźnie większy MWD), wyniki wcale nie potwierdzają wniosków autorów, a raczej przemawiają na korzyść chelatacji.
4. Badania nowozelandzkie.
W 1994 r. w Szkole Medycznej Otago w Dunedin w Nowej Zelandii przeprowadzono badania porównujące grupę pacjentów z chromaniem przestankowym, którzy otrzymali 20 wlewów EDTA, z grupą pacjentów, którzy otrzymali placebo. MWD w grupie otrzymującej EDTA wzrósł o 25,9%, a w grupie z placebo o 14,8%, co uznano za wynik nieistotny statystycznie. Jednak analiza danych z badań wykazała, że wzrost w grupie z placebo był wynikiem poprawy u tylko jednego pacjenta, u którego z nieznanych przyczyn MWD zwiększył się o prawie 500 m. Bez tego pacjenta MWD w grupie z placebo nie tylko nie wzrósł, ale zmniejszył się w porównaniu ze stanem sprzed kuracji, co jest wynikiem bardzo istotnym statystycznie.

## Współczesne badania efektów terapii chelatacyjnej

### Badania autorskie
1. Poczynając od 1982 r. opublikowana została seria artykułów McDonagha, Rudolpha i Cheraskina prezentująca wyniki badań nad wpływem terapii chelatacyjnej EDTA na liczne wskaźniki laboratoryjne i kliniczne.
Pozytywny skutek terapii został wskazany w odniesieniu do:
HDL – cholesterolu
cholesterolu całkowitego
stosunku cholesterol całkowity/HDL – cholesterol
kreatyniny osoczowej
azotu mocznikowego w krwi
zależności częstości akcji serca od wysiłku
skurczowego ciśnienia tętniczego
2. Badano metodą okulocerebrowaskulometryczną zmianę w zwężeniu naczyń mózgowych (poprawa średnio o 18%, 88% pacjentów wykazywało poprawę przepływu naczyniowego) i metodą Dopplera zmianę wskaźnika kostkowo-ramiennego skurczowego ciśnienia tętniczego u pacjentów ze zwężeniem naczyń obwodowych kończyn dolnych.
3. Casdorph opublikował artykuły wskazujące na skuteczność terapii chelatacyjnej w miażdżycy naczyń wieńcowych, zaburzeniu krążenia mózgowego i zaburzeniach krążenia obwodowego w kończynach (4 pacjentów zagrożonych amputacją).
4. Za wartościową w miażdżycy terapię chelatacyjną uważali autorzy badań w Związku Radzieckim i Czechosłowacji.
5. Olszewer i Carter przedstawili wyniki terapii chelatacyjnej u 2870 pacjentów, stosując zarówno obiektywne, jak i subiektywne kryteria poprawy. Pacjenci z niedokrwienną chorobą serca wykazali poprawę w 93,5% przypadków, z chorobami naczyń obwodowych w 98,6%, a ze schorzeniami naczyń mózgowych w 54%. Ci sami autorzy przedstawili też wyniki pilotażowego, na niewielkiej grupie, badania metodą podwójnie ślepej próby zastosowania EDTA w chorobach naczyń obwodowych.
6. Blumer i Cranton stwierdzili, że z grupy 50 pacjentów poddanych terapii chelatacyjnej solą wapniową EDTA (ze względu na narażenie na kontakt z ołowiem) w trakcie następnych 18 lat tylko 1 zmarł na chorobę nowotworową, podczas gdy z grupy kontrolnej, liczącej 172 osoby, na choroby nowotworowe zmarło 30.

### Metaanalizy
W 1993 r. opublikowano metaanalizę 19 opublikowanych artykułów obejmujących 22765 pacjentów, z których 87% wykazało kliniczną poprawę w kryteriach obiektywnych, ze współczynnikiem korelacji 0,88 między terapią chelatacyjną EDTA a poprawą.
W 1994 r. opublikowano metaanalizę 32 nieopublikowanych zestawów danych obejmujących 1241 pacjentów, z których poprawę wykazało 88%, z identycznym współczynnikiem korelacji 0,88.

### Autyzm
Chelatacja została niesłusznie wypromowana jako efektywna metoda w terapii autystów, zaś rodzice otrzymują fałszywe diagnozy zatrucia metalami, by móc poddać się tej procedurze. Według danych z 2008 roku, do 7% dzieci z autyzmem zostało poddanych chelatacji. Rodzice albo poddają swoje dzieci leczeniu zatrucia ołowiem, rtęcią lub innym metalem, albo kupują niepoddane regulacjom suplementy, w szczególności DMSA (kwas dimerkaptobursztynowy) i kwas liponowy. Aspies For Freedom, organizacja walcząca o prawa osób ze spektrum autyzmu, uznaje chelatację za nieetyczną i potencjalnie szkodliwą. Istnieje niewiele badań, które wspierałyby hipotezę o skuteczności chelatacji w terapii autyzmu.

## Współczesne badania ewentualnych, nerkowych skutków ubocznych terapii chelatacyjnej – nefrotoksyczności
Zarówno prace oceniające wpływ EDTA na funkcję nerek przez badanie kreatyniny osoczowej i azotu mocznikowego w krwi (BUN), jak i przez badanie klirensu kreatyniny, nie wykazały, przy właściwym dawkowaniu, żadnego wpływu nefrotoksycznego, a nawet badania klirensu kreatyniny wykazały niewielką poprawę funkcji nerek po kuracji. Jednakże możliwe jest profilaktyczne monitorowanie funkcji nerek podczas terapii.